# Ключ 47
| 巛                     | 巛                  | 巛                  |
| ---------------------- | ------------------- | ------------------- |
| 46                     | 47                  | 48                  |
| Піньінь:               | chuān               | chuān               |
| Чжуїнь:                | ㄔㄨㄢ              | ㄔㄨㄢ              |
| Вейд-Джайлз:           | ch'uan1             | ch'uan1             |
| Ютпхін:                | cyun1               | cyun1               |
| Он:                    |                     |                     |
| Кун:                   |                     |                     |
| Кандзі:                | 曲がり川 magarigawa | 曲がり川 magarigawa |
| Хун:                   | 내 nae              | 내 nae              |
| Им:                    | 천 cheon            | 천 cheon            |
| Індекс у Вікісловнику: | 巛                  | 巛                  |

Ключ 47 — ієрогліфічний ключ, що означає річка і є одним із 31 (загалом існує 214) ключа Кансі, що складаються з трьох рисок.
У Словнику Кансі 26 символів із 40 030 використовують цей ключ.

## Символи, що використовують ключ 47

Як писати ієрогліф.

| кількість рисок | ієрогліфи   |
| --------------- | ----------- |
| без додаткових  | 巛 巜 川    |
| 3 додаткові     | 州 巟 巠 巡 |
| 8 додаткових    | 巢 巣       |
| 12 додаткових   | 巤          |